# 迪尔邦
迪尔邦（法語：Durban，法語發音：[dyʁbɑ̃]）是法国热尔省的一个市镇，属于欧什区。

## 地理
迪尔邦（43°32'19"N, 0°34'41"E）面积17.4 平方千米，位于法国奧克西塔尼大區热尔省，该省份为法国西南部内陆省份，北起顺时针与洛特-加龙省、塔恩-加龙省、上加龙省、上比利牛斯省、大西洋比利牛斯省和朗德省接壤。
与迪尔邦接壤的市镇（或旧市镇、城区）包括：拉瑟布普罗普尔、拉贝让、奥尔贝桑、奥尔内藏、圣让勒孔塔勒、桑桑、塞桑。

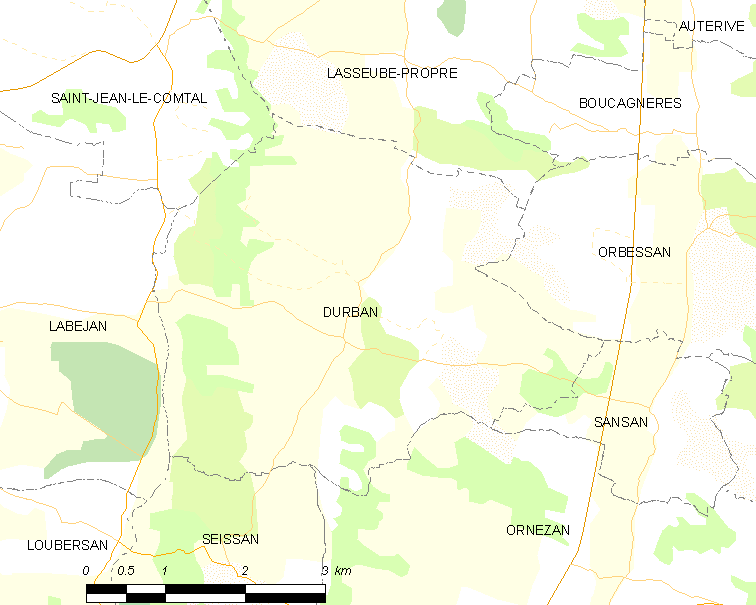
迪尔邦的OSM定位图

迪尔邦的时区为UTC+01:00、UTC+02:00（夏令时）。

## 行政
迪尔邦的邮政编码为32260，INSEE市镇编码为32118。

## 政治
迪尔邦所属的省级选区为欧什第三县。

## 人口

1962-2008年间迪尔邦人口变化图示

迪尔邦于2022年1月1日时的人口数量为136人。